# Società Sportiva Juve Stabia 2006-2007
Questa voce raccoglie le informazioni riguardanti la Società Sportiva Juve Stabia nelle competizioni ufficiali della stagione 2007-2008.

## Stagione
Nella stagione 2006-2007 la Juve Stabia è giunta al 7º posto nel campionato di Serie C1 girone B, raccogliendo 53 punti. Allenate da Ezio Capuano le Vespe arrivano a tre punti dai Play-off. Il campionato è stato vinto dal Ravenna con 69 punti, promosso diretto. Anche l'Avellino sale in Serie B vincendo i Play-off. La Juve Stabia ha raccolto 24 punti nel girone di andata e 29 nel girone di ritorno. Nella Coppa Italia di Serie C i gialloblù hanno disputato il girone L di qualificazione, che ha promosso il Sorrento.

## Divise e Sponsor
La maglia della Juve Stabia è gialloblù, con calzoncini e calzettoni blù. Lo Sponsor tecnico di questa stagione 2006-2007 è Fly-Line.

## Rosa 2006-2007
| N. |                           | Ruolo | Calciatore           |
| -- | ------------------------- | ----- | -------------------- |
|    | Italia (bandiera)         |       | *                    |
|    | Italia (bandiera)         | P     | Massimiliano Benassi |
|    | Italia (bandiera)         | P     | Antonio Borrelli     |
|    | Italia (bandiera)         | P     | Francesco Franzese * |
|    | Italia (bandiera)         | D     | Lorenzo Burzigotti * |
|    | Italia (bandiera)         | D     | Fabio Femiano        |
|    | Costa d'Avorio (bandiera) | D     | Arnaud Kouyo         |
|    | Italia (bandiera)         | D     | Giuseppe Rinaldi     |
|    | Italia (bandiera)         | D     | Simone Sannibale *   |
|    | Italia (bandiera)         | D     | Mario Terracciano    |
|    | Italia (bandiera)         | D     | Federico Viviani *   |
|    | Italia (bandiera)         | C     | Daniele Ancione *    |
|    | Italia (bandiera)         | C     | Fabio Andreulli      |
|    | Italia (bandiera)         | C     | Elio Calderini *     |
|    | Italia (bandiera)         | C     | Emanuele D'Anna *    |
|    | Italia (bandiera)         | C     | Antonio De Rosa      |

| N. |                    | Ruolo | Calciatore                |
| -- | ------------------ | ----- | ------------------------- |
|    | Italia (bandiera)  | C     | Domenico Del Grande *     |
|    | Italia (bandiera)  | C     | Antonio Esposito          |
|    | Italia (bandiera)  | C     | Gennaro Esposito          |
|    | Italia (bandiera)  | C     | Alfredo Femiano           |
|    | Italia (bandiera)  | D     | Fabio Femiano             |
|    | Italia (bandiera)  | C     | Domenico Ferrentino *     |
|    | Italia (bandiera)  | C     | Antonio La Fortezza       |
|    | Italia (bandiera)  | C     | Nicola Mariniello         |
|    | Italia (bandiera)  | C     | Vincenzo Silvestri        |
|    | Italia (bandiera)  | C     | Luca Vitale               |
|    | Francia (bandiera) | A     | Alain Pierre Baclet       |
|    | Italia (bandiera)  | A     | Alessio Calendo           |
|    | Italia (bandiera)  | A     | Massimiliano Caputo       |
|    | Italia (bandiera)  | A     | Luigi Castaldo (capitano) |
|    | Italia (bandiera)  | A     | Alessio Galantucci *      |
|    | Italia (bandiera)  | A     | Lucarelli Cesarano Nicky  |

Con il simbolo * sono contrassegnati i calciatori acquistati e venduti nella stagione calcistica 2007-2008.

## Risultati

### Campionato

#### Girone di andata
| Arbitro: | Guerriero (Catanzaro) |

|                                   |           |  |
| L. Castaldo 61’ G. Esposito 90+8’ | Marcatori |  |

| Arbitro: | Peruzzo (Schio) |

|            |           |  |
| Myrtaj 30’ | Marcatori |  |

| Arbitro: | Cavarretta (Trapani) |

|                |           |                 |
| Dall'Acqua 79’ | Marcatori | 45’ L. Castaldo |

| Arbitro: | Barbirati (Ferrara) |

|                 |           |  |
| L. Castaldo 67’ | Marcatori |  |

| Ancona 1º ottobre 2006 5ª giornata | Ancona             | 0 – 0 | Juve Stabia | Stadio Del Conero\| Arbitro: \| Baracani (Firenze) \| |
| Arbitro:                           | Baracani (Firenze) |       |             |                                                       |

| Arbitro: | Stallone (Foggia) |

|                |           |                            |
| L. Castaldo 8’ | Marcatori | 69’ Cherubini 79’ M. Perna |

| Arbitro: | Palazzino (Ciampino) |

|                                                 |           |                      |
| Grieco 44’ V. Moretti 48’ Biancolino 69’, 90+1’ | Marcatori | 62’, 74’ A. Esposito |

| Arbitro: | Didato (Agrigento) |

|                                    |           |  |
| Caputo 12’ (rig.), 17’ (rig.), 47’ | Marcatori |  |

| Arbitro: | Tommasi (Bassano del Grappa) |

|               |           |  |
| Cammarota 80’ | Marcatori |  |

| Arbitro: | Pinzani (Empoli) |

|                 |           |            |
| L. Castaldo 51’ | Marcatori | 28’ Rubino |

| Arbitro: | Liotta (Caltanissetta) |

|  |           |                 |
|  | Marcatori | 67’ A. Esposito |

| Arbitro: | Ballo (Trapani) |

|                |           |       |
| G. Rinaldi 38’ | Marcatori | 90+3’ |

| Arbitro: | Magno (Catania) |

|                 |           |             |
| A. Esposito 31’ | Marcatori | 43’ Carlini |

| Arbitro: | Forconi (Aprilia) |

|                              |           |                |
| Alfano 33’, 41’ Ercolano 61’ | Marcatori | 19’ A. Femiano |

| Arbitro: | Valeri (Roma) |

|                              |           |           |
| Caputo 32’ (rig.) Baclet 60’ | Marcatori | 85’ Succi |

| Arbitro: | Meli (Parma) |

|            |           |                              |
| Latini 34’ | Marcatori | 52’ (rig.) Caputo 67’ D'Anna |

| Castellammare di Stabia 23 dicembre 2006 17ª giornata | Juve Stabia      | 0 – 0 | Lanciano | Stadio Romeo Menti\| Arbitro: \| Passeri (Gubbio) \| |
| Arbitro:                                              | Passeri (Gubbio) |       |          |                                                      |

#### Girone di ritorno
| Arbitro: | Vuoto (Livorno) |

|                      |           |            |
| Di Simone 27’ (rig.) | Marcatori | 71’ Caputo |

| Arbitro: | Barletta (Bernalda) |

|                          |           |  |
| Baclet 5’ F. Femiano 35’ | Marcatori |  |

| Castellammare di Stabia 28 gennaio 2007 20ª giornata | Juve Stabia        | 0 – 0 | Foggia | Stadio Romeo Menti\| Arbitro: \| Tozzi (Ostia Lido) \| |
| Arbitro:                                             | Tozzi (Ostia Lido) |       |        |                                                        |

| Arbitro: | Giancola (Vasto) |

|              |           |                  |
| Deflorio 67’ | Marcatori | 90+2’ A Esposito |

| Arbitro: | Barbiero (Vicenza) |

|                          |           |  |
| De Rosa 11’ Caputo 45+4’ | Marcatori |  |

| Arbitro: | Ferrandini (Sondrio) |

|             |           |              |
| Fanasca 51’ | Marcatori | 90+1’ Baclet |

| Arbitro: | Pinzani (Empoli) |

|                |           |  |
| A. Femiano 52’ | Marcatori |  |

| Martina Franca 4 marzo 2007 25ª giornata | Martina              | 0 – 0 | Juve Stabia | Stadio Giandomenico Tursi\| Arbitro: \| Cavarretta (Trapani) \| |
| Arbitro:                                 | Cavarretta (Trapani) |       |             |                                                                 |

| Arbitro: | Forconi (Aprilia) |

|                 |           |  |
| A. Esposito 67’ | Marcatori |  |

| Perugia 25 marzo 2007 27ª giornata | Perugia             | 0 – 0 | Juve Stabia | Stadio Renato Curi\| Arbitro: \| Mannella (Avezzano) \| |
| Arbitro:                           | Mannella (Avezzano) |       |             |                                                         |

| Arbitro: | Zanardo (Conegliano) |

|                      |           |               |
| A. Esposito 58’, 73’ | Marcatori | 90+2’ Delgado |

| Arbitro: | Baracani (Firenze) |

|                     |           |                           |
| Califano 75’ (rig.) | Marcatori | 64’ Baclet 82’ A. Femiano |

| Arbitro: | Palazzino (Ciampino) |

|                                              |           |                   |
| F. Femiano 2’ (aut.) Visone 63’ Desideri 84’ | Marcatori | 26’ (rig.) Caputo |

| Castellammare di Stabia 22 aprile 2007 31ª giornata | Juve Stabia         | 0 – 0 | Cavese | Stadio Romeo Menti\| Arbitro: \| Barletta (Bernalda) \| |
| Arbitro:                                            | Barletta (Bernalda) |       |        |                                                         |

| Arbitro: | Tommasi (Bassano del Grappa) |

|                |           |  |
| Succi 14’, 76’ | Marcatori |  |

| Arbitro: | Vallesi (Ascoli Piceno) |

|                |           |  |
| Burzigotti 67’ | Marcatori |  |

| Lanciano 13 maggio 2007 34ª giornata | Lanciano          | 0 – 0 | Juve Stabia | Stadio Guido Biondi\| Arbitro: \| Tasso (La Spezia) \| |
| Arbitro:                             | Tasso (La Spezia) |       |             |                                                        |

### Coppa Italia di Serie C

#### Girone L
| Arbitro: | Russo (Nola) |

|                 |           |              |
| A. Esposito 85’ | Marcatori | 47’ Solimene |

| Arbitro: | Branciforte (Nuoro) |

|                 |           |                               |
| Migliorelli 42’ | Marcatori | 40’ A. Esposito 45+1’ De Rosa |

| Arbitro: | Bellè (Reggio Calabria) |

|                |           |            |
| Galantucci 32’ | Marcatori | 36’ Falomi |

| 6 settembre 2006 4ª giornata |  | – Turno di riposo Juve Stabia |  |  |

| Arbitro: | Palazzino (Ciampino) |

|                          |           |  |
| Galizia 32’ Poziello 85’ | Marcatori |  |